# Hyun Seung-hee
Hyun Seung-hee (en hangul, 현승희; Chuncheon, Gangwon, 25 de enero de 1996), conocida como Seunghee (en hangul 승희), es una cantante surcoreana. Es miembro del grupo Oh My Girl.

## Carrera

### Predebut
Seunghee era un nombre habitual en concursos de canto y programas de telerrealidad, entre ellos:
- Korea Sings (2007) de KBS 1TV, donde ganó el Premio a la Excelencia;
- Star King (2007) de SBS, donde el público la conocía como la "Pequeña BoA de 11 años";[3] y
- Superstar K 2 de Mnet (2010), donde llegó a la Súper Semana pero no a la eliminatoria de los once finalistas principales.

Se convirtió en aprendiz de Brave Entertainment en 2012, pero se transfirió a WM Entertainment dos años después.
En 2014 apareció como corista acreditada para Full Moon, de Sunmi.

### 2015-2019: debut con Oh My Girl y actividades en solitario
El 20 de abril de 2015 Seunghee hizo su debut como miembro del primer grupo de chicas de WM Entertainment, Oh My Girl, con su primer EP homónimo. En julio del mismo año debutó también como actriz en una serie web titulada Loss:Time:Life.
En julio de 2016 compitió en Girl Spirit, un programa concurso cuyo objetivo era resaltar el talento de las vocalistas de grupos femeninos poco conocidos. 
En junio de 2019 Seunghee compitió en King of Mask Singer bajo el seudónimo de Zoo.

### 2020-presente: más actividades en solitario
Desde noviembre de 2020 hasta enero de 2021 Seunghee protagonizó el programa de variedades deportivas Not Soccer or Baseball, junto a Chan Ho Park y Lee Young-pyo, jugadores de béisbol y fútbol respectivamente.
De febrero a mayo de 2021 Seunghee, junto con Kim Hee-chul, Shindong y Lee Sang-min, presentó Friends, un programa de televisión que sigue la vida cotidiana de sus participantes y muestra cómo surgen y se desarrollan relaciones de amistad o románticas entre ellos.
En 2023 debutó en la ficción televisiva con el papel de Ham Yang-ja, la mejor amiga de la protagonista, en la serie de KBS2 Oasis. Al año siguiente volvió a televisión como miembro del reparto del melodrmaa musical Jeong-nyeon: The Star Is Born, con el papel de Park Cho-rok, miembro de la compañía de ópera tradicional coreana Maeran, y rival de la protagonista Jung-nyun (personaje interpretado por Kim Tae-ri).

## Beneficencia
En diciembre de 2022 Seunghee donó 20 millones de wones al participar en el evento Million Angels Sharing organizado por la Fundación de Cáncer Infantil de Corea, para apoyar a los niños que sufren de cáncer.

## Discografía

### Sencillos publicitarios
| Año                                                                      | Título                                 | Posición alcanzada | Álbum                             |
| Año                                                                      | Título                                 | KOR Gaon           | Álbum                             |
| ------------------------------------------------------------------------ | -------------------------------------- | ------------------ | --------------------------------- |
| 2021                                                                     | «Flip It (Galaxy CM)»con Jeong Se-woon | —                  | Sencillo no contenido en un álbum |
| 2022                                                                     | «Flip It Up (Galaxy CM)»               | —                  | Sencillo no contenido en un álbum |
| '—' indica discos que no se registraron o no se publicaron en ese lugar. |                                        |                    |                                   |

### Apariciones en bandas sonoras
| Año                                                                      | Título | Posición alcanzada | Ventas        | Álbum                                              |
| Año                                                                      | Título | KOR Gaon           | Ventas        | Álbum                                              |
| ------------------------------------------------------------------------ | --- | ------------------ | ------------- | -------------------------------------------------- |
| 2017                                                                     | «Eres» | 94                 | - KOR: 22 186 | La temperatura del amor BSO Parte 1                |
| 2018                                                                     | «Pasos revoloteantes» ( 설레는 발걸음 발걸음)                                                                     | —                  | —             | Welcome to Waikiki BSO Parte 5                     |
| 2018                                                                     | «WHO» | —                  | —             | Lovely Horribly BSO Parte 1                        |
| 2018                                                                     | «Nadie más así»,cantada por Lee Seung-chul (그런사람 또 없습니다)                                                 | —                  | —             | My Only One BSO Parte 2                            |
| 2019                                                                     | «Día soleado» | —                  | —             | He Is Psychometric BSO Parte 3                     |
| 2020                                                                     | «Noche de verano sin dormir» (언젠가 설명이 필요한 밤)                                                            | —                  | —             | Bunny and Guys BSO                                 |
| 2021                                                                     | «Mis queridas noches»                                                                                             | —                  | —             | The Great Shaman Ga Doo-shim BSO Parte 2           |
| 2021                                                                     | «Carta» (편지) | —                  | —             | The Listen: Wind Blows                             |
| 2021                                                                     | «Todavía separándome de nosotros» (느린 이별) como parte de The Listen, junto con Kim Nayoung, Kassy, Soljiy HYNN | 198                | —             | The Listen: Wind Blows                             |
| 2022                                                                     | «El día» (그날)                                                                                                   | —                  | —             | After School Lessons for Unripe Apples BSO Parte 1 |
| 2022                                                                     | «My Finale» | —                  | —             | La vida fabulosa BSO Parte 3                       |
| '—' indica discos que no se registraron o no se publicaron en ese lugar. | |                    |               |                                                    |

### Apariciones en recopilaciones
| Año  | Título                                                                              | Álbum                                                                                                |
| ---- | ----------------------------------------------------------------------------------- | --- |
| 2015 | «Estrella» (별) como My Color Television con Hong Jin-young                         | King of Mask Singer Episodio 31                                                                      |
| 2015 | «Caza de ballenas» (고래 사냥) como My Color Television                             | King of Mask Singer Episodio 31                                                                      |
| 2016 | «Puyo Puyo» (뿌요뿌요) con Mimi (OH MY GIRL), Park Sang-hoo (UP) y Kim Yong-il (UP) | Two You Project - Sugar Man Part.33                                                                  |
| 2016 | «Cheer Up»                                                                          | Idol Vocal League - Girl Spirit Episodio 04                                                          |
| 2016 | «24 Hours + NoNoNo» (24시간이 모자라 + NoNoNo) con So-jung                          | Idol Vocal League - Girl Spirit Episodio 06                                                          |
| 2016 | «Tal vez te amo + Amante» (Maybe I love You + 연인) con Chae Ri-na                  | Idol Vocal League - Girl Spirit Episodio 07                                                          |
| 2016 | «Seré libre» (Prod. Por Kangta y Song Kwang-sik)con Han Hee-jun                     | Birth of a Song, (pista 8)                                                                           |
| 2018 | «Una canción de amor» (연가) con Ko Yeong-yeol                                      | Immortal Songs: Singing the Legend (Jung Hoon-hee, a captivating voice that captivated the world)    |
| 2018 | «Tren a Chuncheon» (춘천 가는 기차) con Ko Yeong-yeol                               | Immortal Songs: Singing the Legend (The Youth Song We Loved, Hyunchul Kim)                           |
| 2022 | «¿Cuándo sería?» (언제쯤이면) con Dong Woon                                         | [Vol.139] You Hee-yeol's Sketchbook: The 91st Voice 'Yusuke X Son Dong-woon, Seung-hee (Oh My Girl)' |

## Filmografía

### Series de televisión
| Año  | Título                        | Papel        | Canal | Notas   | Ref.          |
| ---- | ----------------------------- | ------------ | ----- | ------- | ------------- |
| 2023 | Oasis                         | Ham Yang-ja  | KBS2  | Reparto | [ 10 ] [ 18 ] |
| 2024 | Jeong-nyeon: The Star Is Born | Park Cho-rok | tvN   | Reparto | [ 19 ] [ 11 ] |

### Programas de televisión
| Año       | Título                          | Papel               | Notas                                                  | Ref.          |
| --------- | ------------------------------- | ------------------- | ------------------------------------------------------ | ------------- |
| 2015      | Loss:Time:Life                  | Ella misma          | Protagonista, serie web                                | [ 5 ]         |
| 2016      | Girl Spirit                     | Ella misma          | Concursante                                            | [ 5 ] [ 20 ]  |
| 2019      | King of Mask Singer             | Zoo                 | Episodios 207-208                                      | [ 7 ]         |
| 2019      | Queendom                        | Ella misma          | Concursante                                            | [ 21 ]        |
| 2020      | Turtle Channel                  | Bit-na              | Protagonista                                           | [ 22 ]        |
| 2020-2021 | Not Soccer or Baseball          | Miembro del reparto |                                                        | [ 8 ]         |
| 2020      | All In                          | Miembro del reparto |                                                        | [ 23 ]        |
| 2021      | Friends                         | Presentadora        |                                                        | [ 9 ]         |
| 2021      | Upgrade Human                   | Presentadora        |                                                        | [ 24 ]        |
| 2021      | The Listen: Wind Blows          | Miembro del reparto |                                                        | [ 25 ] [ 26 ] |
| 2022      | Fantastic Family                | Jueza               |                                                        | [ 27 ]        |
| 2022      | My Teenage Girl                 | Presentadora        | Programas especiales de vacaciones del Año Nuevo Lunar | [ 28 ]        |
| 2022      | National Science Representative | Presentadora        |                                                        | [ 29 ]        |

### Programas de radio
| Año  | Título                   | Función           | Notas              | Ref.   |
| ---- | ------------------------ | ----------------- | ------------------ | ------ |
| 2022 | Jung Eun-ji's Gayo Plaza | locutora especial | 9 de marzo de 2022 | [ 30 ] |

### Programas web
| Año  | Título                  | Función             | Notas         | Ref.          |
| ---- | ----------------------- | ------------------- | ------------- | ------------- |
| 2021 | Delivery of Anything    | Presentadora        | Con Binnie    | [ 31 ]        |
| 2022 | The Door: To Wonderland | Miembro del reparto | Temporada 1-2 | [ 32 ] [ 33 ] |

## Premios y nominaciones
| Año  | Premios                  | Categoría                | Programa               | Resultado | Ref.   |
| ---- | ------------------------ | ------------------------ | ---------------------- | --------- | ------ |
| 2020 | KBS Entertainment Awards | Premio al mejor animador | Not Soccer or Baseball | Ganadora  | [ 34 ] |